# Jarmo Lehtinen

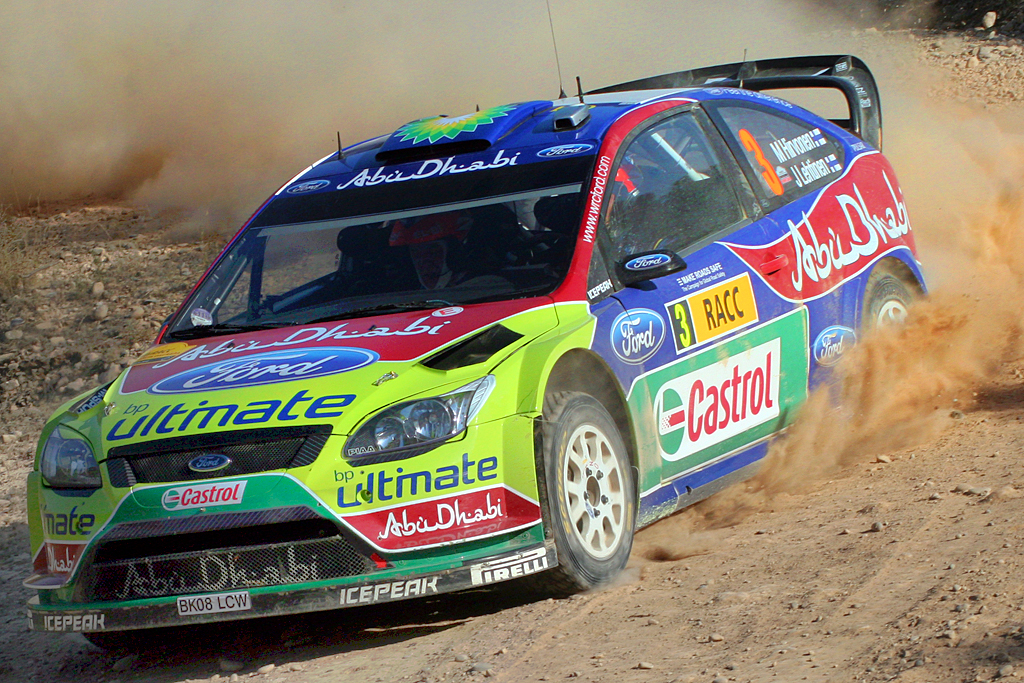
Jarmo tillsammans med Mikko Hirvonen i Spanien 2010.

Jarmo Lehtinen, född 3 januari 1969, är en finsk kartläsare som tävlar med Teemu Suninen i WRC.
Han var tidigare co-driver för Mikko Hirvonen.